# Симич, Радослав
Ра́дослав Си́мич (9 июня 1948, Мали-Пожаревац — 13 января 2020) — сербский шахматист, гроссмейстер (1983).
В чемпионате Югославии (1984) — 3—5-е места. Лучшие результаты в международных турнирах: Белград (1976, 1977 и 1980, 1982) — 1-е, 2—4-е места; Кикинда (1978) — 1-е; Винковци (1978) — 2-е; Цюрих (1980) — 1—7-е (317 участников); Нови-Сад (1981) — 4-е; Перник (1981 и 1983) — 1—4-е и 1—2-е; Стара-Пазова (1983) — 1—2-е; Врнячка-Баня (1984) — 3—4-е; Бела-Црква (1985 и 1987) — 3-е и 2—5-е; Лилль (1986) — 2—3-е; Лугано (1987) — 2—5-е места.

## Изменения рейтинга
| Графики недоступны из-за технических проблем. См. информацию на Фабрикаторе и на mediawiki.org. |